# تور بیورکلوند
تور بیورکلوند (نروژی: Thor Bjørklund) زادهٔ ۳۰ اکتبر ۱۸۸۹ در لیلهامر و مرگ در همان شهر به تاریخ ی ۸ دسامبر ۱۹۷۵م، در سن ۸۶ سالگی، یک نجار، مبل ساز و مبتکر نروژی بود. 
تور بیورکلوند بیشتر به عنوان مبتکر و صاحب امتیاز رنده پنیر و بانی اولین کارخانهٔ این ابزار خانگی پرفروش شناخته می‌شود.

## پیشینه
تور بیورکلوند، سال ۱۸۸۹م، در شهرکی که بعدها گسترش یافت و امروز لیلهامر نامیده می‌شود به دنیا آمد. پدرش خیاط بود. تور خود در نوجوانی حین کارآموزی در یک کارگاه نجاری در مدرسه صنایع دستی کریستیانیا، طراحی مبلمان را آموخت.

معروف است که روزی در یک قهوه‌خانه، اعلانی با این مضمون که  در هنگام بریدن پنیر، دیگران را رعایت کنید. نظرش را جلب کرد و باعث دلخوری وی شد. تور که با ابزار نجاری هر روز سر و کار داشت، در ذهنش یک رنده نجاری را تصور کرد که با آن می‌توانست پنیر را با برشهای منظم و ظریف ببرد. تبدیل این ایده ذهنی به یک ابزار واقعی، وقت و نیروی زیادی به خود اختصاص داد. اما تور بیورکلوند، بعد از یک سری آزمایش و خطا، سرانجام این ابزار خانگی را تکمیل کرد و در سال ۱۹۲۵م، به عنوان رنده پنیر به نام خود ثبت کرد و صاحب امتیاز آن شد. بزودی این وسیله که ابتدا (پس‌انداز: spar) نام گرفته بود، چون مانع اسراف پنیر می‌شد، طرفداران زیادی پیدا کرد. تولید اولین رنده‌های پنیر به کارخانه ای در تروندهایم سفارش داده شد. اما بزودی تور بیورکلوند، اولین کارخانهٔ تولید رندهٔ پنیر را در زادگاهش، لیلهامر تأسیس کرد. به این ترتیب شرکت «تور و پسران» تشکیل شد که بعدها پسر تور بیورکلوند، وارث و مدیر آن شد. اما با وجود ثبت اختراع و انحصار امتیاز تولید، رنده پنیر به صورت گسترده‌ای مورد تقلید قرار گرفت و به اشکال متنوع، وارد بازار شد. با این حال استقبال از این ابزار خانگی به قدری زیاد بود که محصولات شرکت تور و پسران، علاوه بر کشورهای اسکاندیناوی، به آمریکا و اروپا هم صادر شد. بعدها این ابزار خانگی به یک نماد نروژی و یکی از محبوبترین سوغاتی‌ های نروژ تبدیل شد. در سال ۱۹۹۹م، اداره پست نروژ با چاپ تمبری با تصویر رنده پنیر از مبتکر این ابزار خانگی محبوب نروژی، تور بیورکلوند تجلیل کرد.